# Правительство национального единства
Правительство национального единства — при многопартийной парламентской системе власти коалиционное правительство, сформированное при участии всех значимых политических партий в высшем представительном и законодательном органе в государствах с наличием системы разделения властей (думе, совете, раде, парламенте и так далее).
Правительство национального единства чаще всего создаётся в кризисные периоды — во время политической нестабильности в государстве, экономического коллапса, войны или для предотвращения раскола (гражданской войны) государства или страны.

### Правительства национального единства в мире
Некоторые примеры правительств национального единства:
- США в период Гражданской войны в 1864—1868 в качестве Партии Национального Союза, руководимой Авраамом Линкольном;
- Канада в 1917—1921 под руководством Роберта Лэрда Бордена и его Юнионистской партии, в которую вошли члены правящей Консервативной партии и часть оппозиционных либералов. Другая часть либералов, во главе с Уилфридом Лорье, отказалась от вхождения в правительство;
- Великобритания в 1931—1945 (сформировано консерваторами, либералами и частью лейбористов во время Великой депрессии и Второй мировой войны);
- Правительство национального единства — марионеточный режим нацистской Германии, существовавший с октября 1944 по май 1945 года на территории оккупированного Королевства Венгрия;
- Израиль в период Шестидневной войны и в 1980-е годы;
- Правительство национального единства — правительство в ЮАР, между 27 апреля 1994 года и 3 февраля 1997 года, действовавшее по временной конституции;
- Кения с 2008 для разрешения политического кризиса, вызванного результатами президентских выборов;
- Правительство национального единства — временное правительство Ливии, сформированное в марте 2021 года.

Также в Ливане, где традиционно правительства формируются из представителей различных религиозных групп, их можно счесть правительствами национального единства, в частности, с 2009 Саадом Харири сформировано правительство, представляющее все парламентские фракции. Помимо этого, часто из представителей различных политических сил состоят правительства в изгнании.